# Goniodoris nodosa
Goniodoris nodosa är en snäckart som först beskrevs av Montagu 1808.  Goniodoris nodosa ingår i släktet Goniodoris och familjen Goniodorididae. Arten är reproducerande i Sverige. Inga underarter finns listade i Catalogue of Life.